# Piero Corti
Piero Corti (16 septembre 1925 - 23 avril 2003) est un médecin italien. Il est le mari de Lucille Teasdale, québécoise d'origine. Ils se sont mariés en Ouganda, et ont eu une fille, Dominique. Ils ont ensemble créé l'Hôpital de Lacor, à Gulu, pour soigner la population en Ouganda. Piero Corti est un spécialiste en pédiatrie.